# 金盆街道
金盆街道，是中华人民共和国贵州省黔南布依族苗族自治州平塘县下辖的一个街道办事处。
2015年3月25日，贵州省人民政府批复同意平舟镇行政区划调整，设置金盆街道，辖原平舟镇玉池社区、金龙社区、金盆村、新舟村、回龙村、双桥村、吉古村、苗二河村、双江村、新寨村，办事处驻玉池社区。

## 行政区划
金盆街道下辖以下地区：
金龙社区、玉池社区、新舟村、金盆村、回龙村、双桥村、吉古村、苗二河村、新寨村和双江村。